# 于天恩
于天恩（？—？），代人，鮮卑族，南北朝時期北魏名將于栗磾之孫，侍中及尚書令于洛拔的兒子，車騎大將軍于烈之弟。

## 生平
于天恩的官位為內行長、遼西太守。死後贈平東將軍、燕州刺史。天恩之子于仁生，位居太中大夫。于仁生之子于安定為平原郡太守、高平郡都將。于安定之子于子提為隴西郡守、茂平縣伯。北周保定二年（562年），以其子于謹功勳卓著，追贈為太保、建平郡公。